# Storia del porco Saverio
Storia del porco Saverio è un racconto di Jaroslav Hašek del 1908 pubblicato in un giornale ceco. È un racconto di genere satirico-sociale per varie categorie sociali del suo tempo rappresentate da i protagonisti del racconto, narrato con humour pur con un argomento di fondo assai importante (e una trama tragi-comica).

## Trama
Uno splendido esemplare di maiale, nominato Saverio dal conte Ramm, padrone del porco, in onore del professore omonimo, "genio della scienza del foraggio". Egli consigliava la melassa come il migliore foraggio da dare ai maiali, quindi Ramm nutre il porco proprio con la melassa. Il porco cresce quindi e diventa un maiale splendido, bello e forte e il conte lo regala alla consorte, la contessa e lo espongono ai loro amici. Decidono quindi di mandarlo a un'esposizione e gli dedicano cure quasi maniacali e assurde. Proprio una di esse viene infranta dal fattore che non misura la temperatura dell'acqua di Saverio, che è inferiore di mezzo grado a quella ideale. La contessa, infuriata va a lincenziare il fattore Martin che si scusa dicendo che era restato a curare il figlio ammalato. La sera stessa il fattore si vuole vendicare e uccide il porco Saverio. I conti, disperati per la morte del porco denunciano il fattore che verrà incarcerato per sei mesi, nei quali morirà suo figlio, "I mulini di dio macinano lenti ma sicuri".
Il porco fu sepolto con nobile sepoltura.

## La satira
Il racconto va inteso come una caricatura delle classi sociali dell'epoca di Hašek. I due conti e i loro amici sono da intendere come gli aristocratici, pieni di fisime e per di più antiquati mentre il fattore Martin è il proletariato, il cittadino tipico del bolscevismo costretto a patire le pazzìe degli aristocratici. Il porco può essere inteso come il protagonista, eppure non svolge che il ruolo centrale, gli altri personaggi gravitano sulle vicende di questo personaggio protagonista-non presente.